# ミュロン

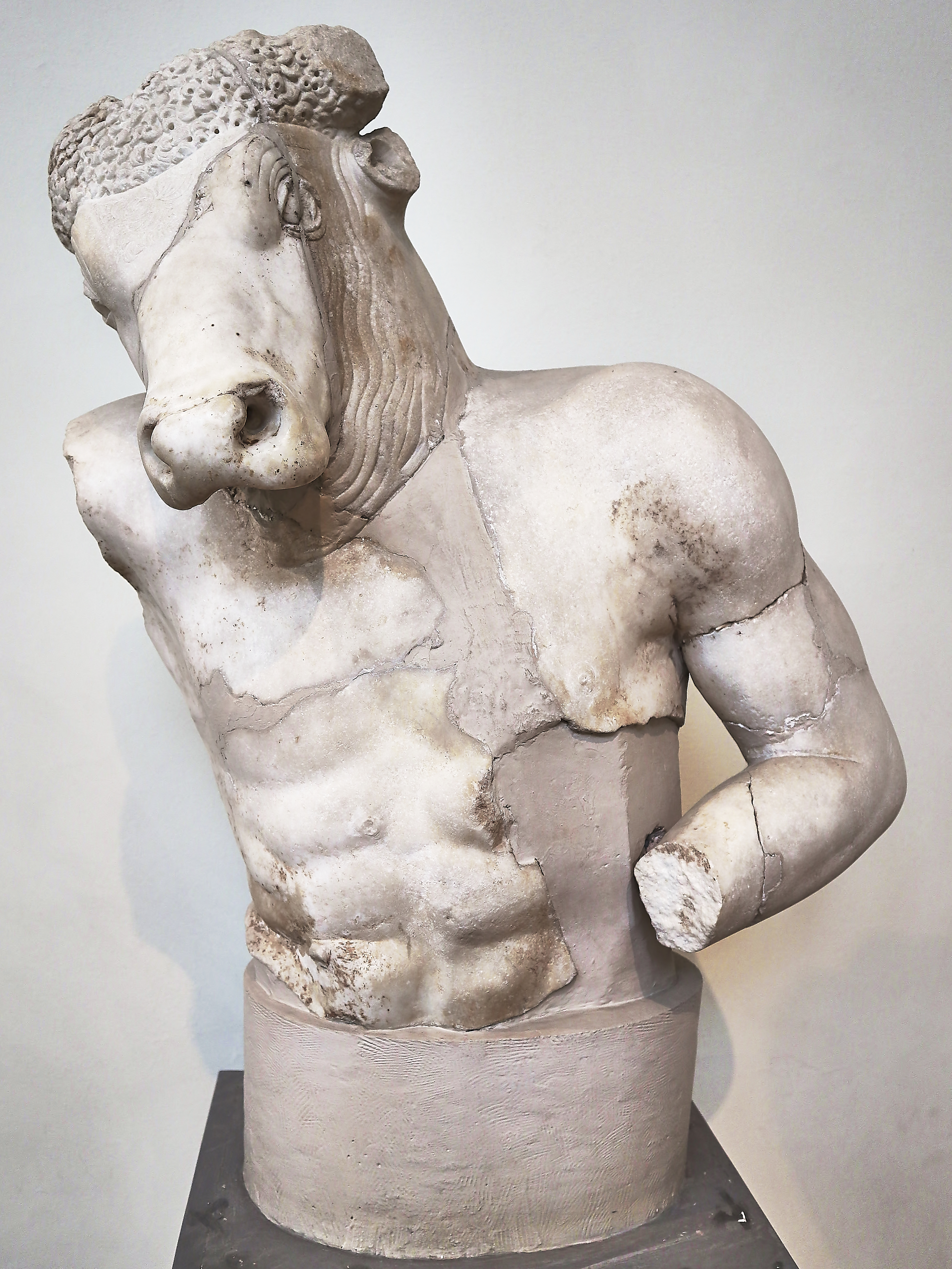
ミノタウロス（アテネ国立考古学博物館所蔵）

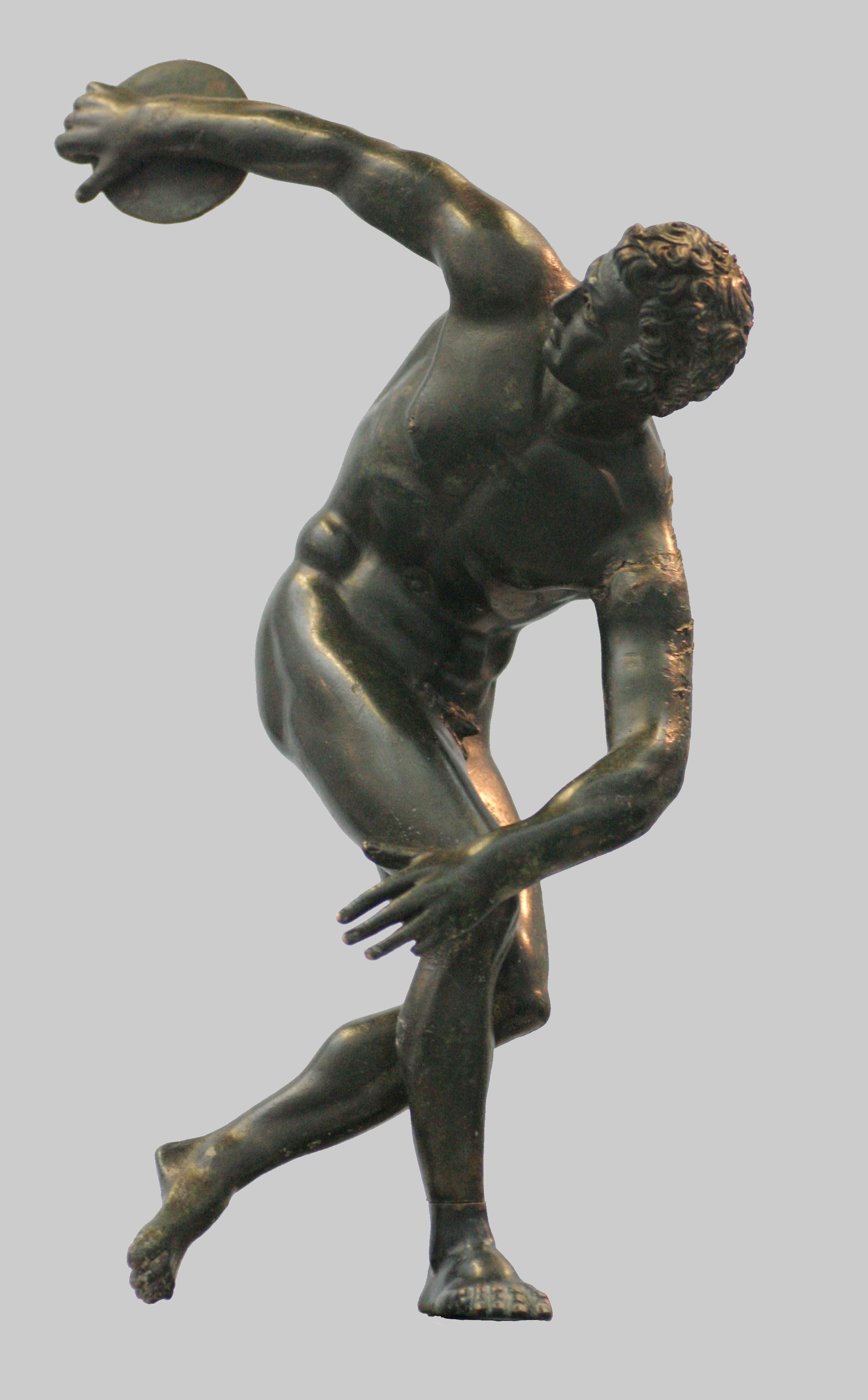
円盤投げ（グリュプトテーク所蔵）

ミュロン（希：Μύρων、ラテン文字転記：Myron、紀元前480年頃 - 紀元前445年）は、古代ギリシアの彫刻家。彼はアッティカとボイオティアとの境界にあるアッティカのエレウテライで生まれた。大プリニウスの『博物誌』によれば、アルゴスのアゲラダスがミュロンの師である（プリニウス, 『博物誌』, 34. 57）。

## 活躍
アテネで活躍し、代表作に、「円盤投げ」「ミノタウロス」がある。これらは、激しい運動の瞬間を巧みにとられた傑作といわれる。